# MotoGP finn nagydíj
A MotoGP finn nagydíja a MotoGP egy korábbi versenye, melyet 1962 és 1982 között rendeztek meg, Tampere, majd később Imatra utcai pályáin. A legtöbb győzelmet Giacomo Agostini aratta, ő 10 500 és 7 350 köbcentiméteres győzelmet számlál.

## A győztesek
| Év   | 500 cm³                      | 350 cm³                        | 250 cm³                           | 125 cm³                         | 50 cm³                          |
| ---- | ---------------------------- | ------------------------------ | --------------------------------- | ------------------------------- | ------------------------------- |
| 1962 | Alan Shepherd (Matchless)    | Tommy Robb (Honda)             | -                                 | -                               | Luigi Taveri (Honda)            |
| 1963 | Mike Hailwood (MV Agusta)    | Mike Hailwood (MV Agusta)      | -                                 | Hugh Anderson (Suzuki)          | Hans-Georg Anscheidt (Kreidler) |
| 1964 | Jack Ahearn (Norton)         | Jim Redman (Honda)             | -                                 | Luigi Taveri (Honda)            | Hugh Anderson (Suzuki)          |
| 1965 | Giacomo Agostini (MV Agusta) | Giacomo Agostini (MV Agusta)   | Mike Duff (Yamaha)                | Hugh Anderson (Suzuki)          | -                               |
| 1966 | Giacomo Agostini (MV Agusta) | Giacomo Agostini (MV Agusta)   | Mike Hailwood (Honda)             | Phil Read (Yamaha)              | -                               |
| 1967 | Giacomo Agostini (MV Agusta) | -                              | Mike Hailwood (Honda)             | Stuart Graham (Suzuki)          | -                               |
| 1968 | Giacomo Agostini (MV Agusta) | -                              | Phil Read (Yamaha)                | Phil Read (Yamaha)              | -                               |
| 1969 | Giacomo Agostini (MV Agusta) | Giacomo Agostini (MV Agusta)   | Kent Andersson (Yamaha)           | -                               | -                               |
| 1970 | Giacomo Agostini (MV Agusta) | Giacomo Agostini (MV Agusta)   | Rodney Gould (Yamaha)             | Dave Simmonds (Kawasaki)        | -                               |
| 1971 | Giacomo Agostini (MV Agusta) | Giacomo Agostini (MV Agusta)   | Rodney Gould (Yamaha)             | Barry Sheene (Suzuki)           | -                               |
| 1972 | Giacomo Agostini (MV Agusta) | Giacomo Agostini (MV Agusta)   | Jarno Saarinen (Yamaha)           | Kent Andersson (Yamaha)         | -                               |
| 1973 | Giacomo Agostini (MV Agusta) | Giacomo Agostini (MV Agusta)   | Teuvo Länsivuori (Yamaha)         | Otello Buscherini (Malanca)     | -                               |
| 1974 | Phil Read (MV Agusta)        | John Dodds (Yamaha)            | Walter Villa (Harley Davidson)    | -                               | Julien van Zeebroeck (Kreidler) |
| 1975 | Giacomo Agostini (Yamaha)    | Johnny Cecotto (Yamaha)        | Michel Rougerie (Harley Davidson) | -                               | Angel Nieto (Kreidler)          |
| 1976 | Pat Hennen (Suzuki)          | Walter Villa (Harley Davidson) | Walter Villa (Harley Davidson)    | Pier Paolo Bianchi (Morbidelli) | Julien van Zeebroeck (Kreidler) |
| 1977 | Johnny Cecotto (Yamaha)      | Katajama Takazumi (Yamaha)     | Walter Villa (Harley Davidson)    | Pier Paolo Bianchi (Morbidelli) | -                               |
| 1978 | Wil Hartog (Suzuki)          | Kork Ballington (Kawasaki)     | Kork Ballington (Kawasaki)        | Angel Nieto (Minarelli)         | -                               |
| 1979 | Boet van Dulmen (Suzuki)     | Gregg Hansford (Kawasaki)      | Kork Ballington (Kawasaki)        | Ricardo Tormo (Bultaco)         | -                               |
| 1980 | Wil Hartog (Suzuki)          | -                              | Kork Ballington (Kawasaki)        | Angel Nieto (Minarelli)         | -                               |
| 1981 | Marco Lucchinelli (Suzuki)   | -                              | Anton Mang (Kawasaki)             | Angel Nieto (Minarelli)         | -                               |
| 1982 | -                            | Anton Mang (Kawasaki)          | Christian Sarron (Yamaha)         | Ivan Palazzese (MBA)            | -                               |